# 삼신할머니
삼신할머니(三神할머니, 제주어: 삼승할망)은 한국 신화와 무속신앙에서 출산과 운명을 관장하는 세 명의 여신들을 말한다.

## 이름
삼신의 삼은 한국어로 포태(胞胎)를 뜻한다. 삼의 음가법이 三이었기에 숫자 3과도 관련지어 해석되기도 한다. 그녀는 존경받는 조상신의 칭호로 현명한 크론 여신으로 형상화된다. 삼신을 삼신할머니, 그냥 삼신이라고 부르면 삼신도 하나의 삼신, 한국 샤머니즘의 삼신으로 여겨진다. 삼신봉으로 알려진 한국의 한 산은 삼신할머니의 이름을 따서 명명되었다.

## 숭배와 신앙
삼신할머니는 태어날 때부터 일곱 살이 될 때까지 모든 아이들을 보호했고, 그곳에서 아이들은 칠성신인 큰곰자리의 보호를 받았다.
마을마다, 집집마다 출산을 관장하는 삼신이 있는 것으로 여겨졌으며, 오늘날에도 한국인들은 안방에서 가장 따뜻한 자리를 삼신할머니의 것으로 여기고 삼신에게 제사를 지내고 기도를 드린다.
출산과 생일 잔치에서 삼신 할머니에게 저녁 식사 형태로 쌀, 간장, 술을 공양했다.
산후 3일과 7일이 되면 산모의 속옷을 개어 안방 삼신에 놓고 그 위에 작은 제단을 차려놓아 아이의 무병장수를 기원한다.
삼신 할머니는 그녀에게 바쳐진 삼신단지나 안방의 따뜻한 자리에 보관되어 있던 질그릇을 찾아갔다고도 한다. 냄비에 쌀을 채운 다음 종이로 덮고 시계 반대 방향으로 묶은 매듭으로 밀봉했다. 그러나 어떤 집안에서는 삼신을 공경하는 행위인 건궁 삼신을 마음속으로만 행하기도 한다. 집안의 명절이나 생일 잔치 때마다, 그리고 출산 후 3일, 7일, 37일에 삼신 할머니에게 제사와 함께 예우를 바쳤다.
집안의 여성이 임신을 하였거나 출산을 하였을 때 삼신단지가 보관되어 있던 방을 밧줄로 봉하여 삼신할머니의 강인한 힘을 상징하였다. 출산 후에는 출생의 행위를 상징하는 묶인 것을 여는 행운의 행사를 표시하고 어머니와 새 아기를 위협할 수 있는 악령을 물리치기 위해 집 밖에 밧줄을 걸었다. 삼신할머니 신앙은 제주도에서 가장 강하게 나타난다.
임신을 하기 위해서는 막 출산한 산모에게 삼신밥을 나누어 먹거나, 안방에서 삼신에게 기도를 하거나, 관에 닿은 천을 입는다.

## 신화
구전에서 삼신할머니는 최초의 무당이 된 처녀 하늘 여신의 딸로 탕금 아가씨 또는 탕금 애기라고 이름 지어졌다. 그녀는 하늘에서 땅으로 내려와 동굴에서 삼신을 낳았는데, 이는 곰 숭배와 무속신앙에 대한 언급이다. 이후 남성 중심의 불교가 한국에 들어오면서 탕금애기도 3명의 아들을 낳는 것으로 신화가 수정되어 불교의 천신으로 포섭되었다.
삼신 할머니는 지상 최초의 인간을 창조하고 낳아 어머니 여신이자 모든 인간의 조상이 되었다.
삼신 신화의 주인공인 악랄한 동해용녀와 착한 명진공주는 모두 여성으로 고대 신화가 여성 중심의 무속신앙과 어떤 관련이 있는지를 강조한다.